# Lepetodrilus pustulosus
Lepetodrilus pustulosus is een slakkensoort uit de familie van de Lepetodrilidae. De wetenschappelijke naam van de soort is voor het eerst geldig gepubliceerd in 1988 door McLean.